# Lípa republiky (Náměstí Osvoboditelů)
Lípa republiky na náměstí Osvoboditelů  v Radotíně roste v parku při křižovatce ulic Karlická a Pod Klapicí poblíž pomníku Obětem 1. a 2. světové války.

## Historie
Lípa svobody byla vysazena 28. října 2018 na připomínku 100. výročí vzniku Československé republiky z iniciativy městské části Praha-Radotín a Letopisecké komise Radotín. U lípy je umístěn pamětní kámen.

## Významné stromy v okolí
- Lípa Na Cikánce
- Lípa republiky v ulici Václava Balého
- Lípa republiky v ulici Pod Lahovskou
- Lípa přátelství v Radotíně